# Llandegfan

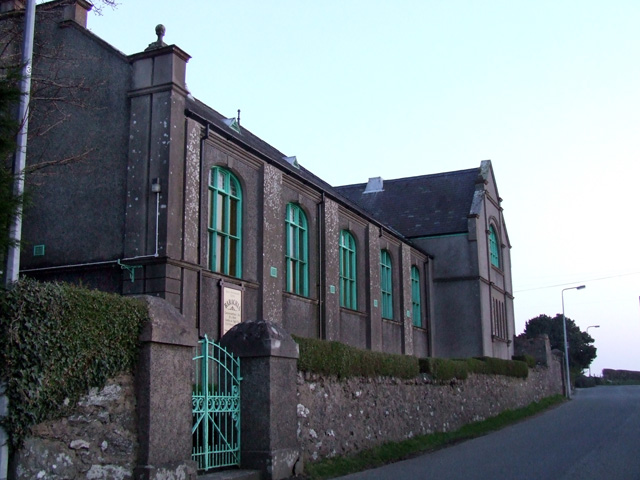
Llandegan

Llandegfan (La Iglesia de San Tgfan en galés) es un pueblo al sur de Anglesey, Gales del Norte.
El pueblo original Hen Llandegfan se situaba en el antiguo camino desde el cruce del Estrecho de Menai en Porthaethwy vía Pentraeth hacia Beaumaris. La iglesia de san Tegfan, la iglesia madre de Beaumaris, ha sido profundamente restaurada.
Llandegfan ha crecido enormemente en las últimas décadas y continúa expandiéndose notablemente hacia los campos de Mill Lodge y por Lon Ganol. Prácticamente toda su expansión se centra alrededor del centro del pueblo moderno al sur y al este del antiguo molino de viento. El crecimiento del pueblo se debe a diversos factores entre los que se encuentra su proximidad a Bangor (donde trabajan muchos de los residentes de Llandegfan), su proximidad a la A55 y las excelentes vistas desde la localidad sobre las montañas de Snowdonia.